# Horcos
Horcos ou Hórkos (em grego: Ὅρκος), na mitologia grega,  era o daemon que personificava os juramentos, velava por seu cumprimento e castigava o perjúrio. Nesta faceta punitiva Horcos era companheiro inseparável de Dice, a justiça, e era assistido pelas terríveis erínias, as fúrias.
Higino afirma que era filho de Éter, o ar, e de Gaia, a terra, enquanto que Hesíodo em sua Teogonia o enumera entre a prole da deusa Éris, a discórdia. Com a conotação negativa que este tinha e que se explicava pelos males que aos homens havia acarretado ao fazer juramentos sem meditar e logo não tê-los cumprido.
Em uma de suas fábulas, Esopo conta que um homem havia recebido uma soma de dinheiro no depósito que não pensava devolver. Fugindo da cidade se encontrou com Horcos, e lhe perguntou em quanto tempo voltava a cada lugar em busca de perjúrios. O daemon lhe contestou que voltava a cada trinta ou quarenta anos, pelo que o homem não duvidou ao dia seguinte em jurar que nunca havia recebido o depósito. Nesse mesmo dia se topou com Horcos, que o arremessou desde um precipício explicando que si bem podia regressar cada trinta ou quarenta anos, podia fazê-lo no mesmo dia quando tentavam provocar-lhe.
Figurava também como um dos epítetos do rei dos deuses (Zeus), que castigava a violação dos juramentos e que como tal tinha uma estátua consagrada em Olímpia. Ante esta representação do deus, que tinha um raio em cada mão, os atletas olímpicos juravam sobre um javali sacrificado, com seus pais, irmãos e mestres do ginásio, que não trapaceariam durante a celebração dos jogos, e que haviam treinado como no mínimo dez meses para a prova na qual participavam. Os encarregados de eleger quais cavalos seriam usados por quais atletas também faziam um juramento solene ante esta estátua, prometendo não serem subornados para esta eleição e que guardariam segredo sobre os motivos das decisões.
Os romanos o adoravam como Jusjurandum.